# Индонезийская чакунда
Индонезийская чакунда (лат. Anodontostoma selangkat) — вид лучепёрых рыб из семейства сельдевых (Clupeidae). Распространены в Индо-Тихоокеанской области. Максимальная длина тела 18 см. Морские пелагические рыбы, могут заходить в эстуарии и устья рек.

## Описание
Тело очень высокое; высота тела составляет от 40 до 75% стандартной длины тела у особей длиной более 9 см и увеличивается по мере роста рыб. Рот нижний. Вторая надчелюстная кость прямая. Многочисленные жаберные тычинки мелкие, на нижней части первой жаберной дуги 100—166 жаберных тычинок. Длина самых длинных тычинок меньше длины жаберных лепестков, по мере роста рыб различия возрастают. Последний луч спинного плавника не удлинённый. Тело покрыто относительно мелкой циклоидной чешуёй. Задние края чешуи зубчатые, зубцы шире промежутков между ними. Чешуйки перед спинным плавником образуют единый срединный ряд. В боковой линии 38—45 чешуй. За жаберными крышками есть тёмное пятно, по бокам проходят продольные полосы.
Максимальная длина тела 18 см.

## Биология
Индонезийские чакунды — стайные пелагические рыбы. Обитают в прибрежных водах на глубине до 50 м, заходят в эстуарии. Самки впервые созревают при длине тела 13,1—13,8 см, а самцы при длине тела 13,9—14,6 см. У берегов Индонезии нерестятся круглогодично с пиком в августе.

## Ареал
Распространены в Индо-Тихоокеанской области: Андаманские острова, Малайзия, Яванское море, Филиппины, Индонезия, Папуа — Новая Гвинея, архипелаг Бисмарка.